# ElGrandeToto
ElGrandeToto (àrab: Toto)  (Casablanca, 3 d'agost de 1996) nom artístic de Taha Fahssi o simplement Toto, és un raper marroquí, que canta en àrab, francès i anglès (sovint barrejant les tres llengües). És l'artista amb més audicions a Spotify a l'Orient Mitjà i nord d'Àfrica (MENA), amb més de 135 milions de descàrregues en 178 països.
Va iniciar la carrera el 2016, i de seguida va obtenir un gran èxit, especialment amb la seva cançó Pablo (2017), que el va propulsar al capdavant de l'escena marroquina.
En 2018 va publicar el seu primer projecte, un EP titulat Illicit.
El 2020 Fahssi era el vuitè artista àrab més escoltat en línia al MENA a la plataforma Deezer, i la seva cançó “Hors Série” era la setena cançó més demanada a la plataforma. En el mateix any, va rebre el guardó de "Millor artista de Hip-Hop o Rap" als premis African Entertainment Awards USA.
El març de 2021 l'àlbum de debut "Caméléon" de Toto va ser classificat entre els 6 millors àlbums de debut del món per Spotify.
Era el més streamed àrab i MENA artista damunt Spotify en 2021.

## Singles discografia
- Pablo - 2017
- Slay (amb Manal) - 2018
- Hors Série (amb Khtek, Don Bigg i Draganov) - 2020
- Mghayer - 2021
- Love Nwantiti [North African Remix] (de CKay amb ElGrandeToto) - 2021[5]

## Àlbums
- Illícit (2018)
- Caméléon (2021)